# 타마르 (조지아)
타마르(조지아어: თამარი, 번역: T'amar or Thamar 또는 타마라)(1160년 ~ 1213년 1월 18일)는 조지아의 바그라티오니 왕조 사람으로 1184년부터 1213년까지 조지아의 여왕을 지냈다. 타마르는 중세 조지아 군주국의 황금시대를 주재했다. 그녀 자신의 권리에 의해 통치한 첫 번째 여왕으로서의 타마르의 지위는 중세 조지아의 문헌들에서 (여왕임에도) 왕이라는 뜻의 메페(mep'e)라는 칭호로 강조된다.
타마르는 1178년에 황태녀로 책봉 되었고 그녀의 부친 게오르게 3세와 섭정 통치를 했다. 그러나 게오르게가 죽은 후에 그녀가 통치권을 계승하고 즉위 하는데 있어서 귀족들의 반대가 있었다. 그럼에도 불구하고, 타마르는 그러한 반대파 귀족들을 중립화 시키는데 성공했으며, 셀주크와 비잔티움 제국의 경쟁 세력들의 몰락이 오히려 도움이 되어 활발한 외교 정책도 펼치게 되었다. 타마르는 강력한 군사 지도층에 의존하여, 그녀의 전임자들의 성공을 기반으로, 캅카스를 지배하는 제국의 통합을 이룰 수 있었다. 그 제국권은 타마르가 죽은 후 20년도 채 안되어 몽골의 침입으로 붕괴했다.
타마르는 두 번 결혼했다. 1185년부터 1187년까지 그녀의 첫 번째 남편은 러스의 왕자 유리였는데, 그녀는 그와 이혼했으며 차후에 그의 쿠테타 시도를 진압하고 국가에서 추방했다. 1191년, 타마르가 선택한 그녀의 두 번째 부군은 알라니아의 왕자 다비트 소슬란으로, 그는 그녀와의 사이에서 게오르게와 루수단 이 두명의 자녀를 두었는데, 그들은 조지아의 왕위를 연속으로 계승한 군주들이다.
여성 통치자로서의 타마르의 역할이 결합된 정치적 군사적 성공들과 문화적인 업적들의 기간과의 타마르의 유대는 조지아의 예술과 역사적 기억에서 그녀의 이상화와 로마화로 이어져 왔다. 그녀는 조지아의 대중 문화에서 중요한 상징으로 남아있으며 조지아 정교회에 의해 거룩하고 옳은 여왕 타마르로 시성되었다. 그녀의 축일은 5월 14일(구 5월 1일)이다.

## 유년기와 왕위 등극
타마르는 조지아의 왕 조지아의 게오르게 3세와 알라니아 왕의 딸인 왕비 부르두칸 사이에서 1160년경에 태어났다. 타마르에게는 루수단이라는 여동생이 있었다고 하지만, 그녀의 여동생은 타마르의 통치 기간과 동시대의 모든 기록들 가운데서 딱 한번 언급됐을 뿐이다. 타마르라는 이름은 히브리어가 기원이며 성경상의 이름과 유사하고, 이스라엘의 두 번째 왕인 다윗의 후손이라고 주장한 조지아의 바그라티오니 왕조가 선호한 이름이다.
타마르의 유년기와 동시대에 조지아에서는 중대한 격변이 일어났다. 1117년에 그녀의 부친 게오르게 3세는 몇몇 귀족 파벌들의 반란에 직면했다. 그 반란자들은 게오르게를 폐위시키고 살해 당한 다비트 5세의 아들로 많은 사람들이 합법적인 왕위 계승권자라고 생각했던 게오르게의 조카인 뎀나를 왕으로 옹립하려 하였다. 뎀나가 왕이 되려는 의지는 미약했지만, 그의 왕위 계승권은 그의 양부를 사칭하는 보안관 이바네 오르벨리의 주도로 귀족들에 의해 왕권을 약화시키려는 그럴싸한 구실이 되었다. 게오르게 3세는 반란군을 진압했고 반란에 가담했던 귀족 파벌들을 엄중 처벌하는 격렬한 군사 작전을 실시했다. 이바네 오르벨리는 처형되었고 살아남은 그의 가족들을은 조지아 밖으로 추방되었다. 뎀나 왕자는 그의 삼촌의 명령으로 거세되었고 장님을 만들어 버렸으며, 불구가 된 뎀나 왕자는 그 후로 오래 살지 못하고 얼마 못가 감옥에서 죽고 말았다. 반란이 진압되었고 반란 가담자들 역시 제거되었는데, 그에 앞서 한때 게오르게는 타마르를 공동 통치자로 선임했었고, 그녀는 1178년에 섭정왕이 되었다. 그렇게 하여 왕은 그가 죽은 후에 조지아의 왕위 계승에 대한 그의 합법적인 혈통에 대한 어떠한 논쟁도 없게 하려 했다. 그와 동시에, 게오르게는 중앙집권의 귀족 정치를 유지하기 위해 자신과 뜻을 같한다면 상류증 귀족들은 물론이고 비주류 계층의 사람들도 요직들에 임명시켰다.

## 통치 초기와 첫 번째 결혼

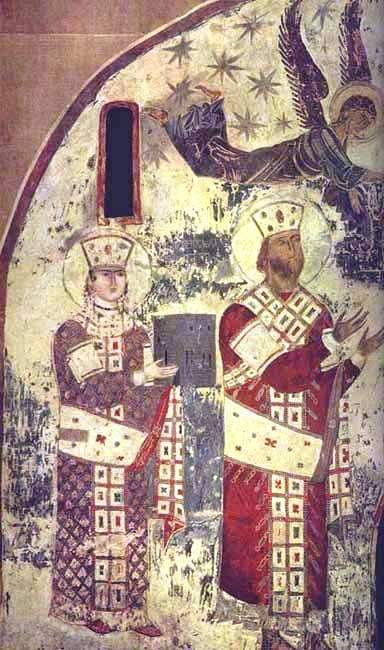
타마르(왼쪽)와 게오르게 3세(오른쪽). 바르지아에 있는 성모 안식 교회에 있는 잔존하는 가장 오래된 타마르의 초상화. 1184~1186년경.

타마르는 6년동안 그의 부친이 죽던 1184년까지 섭정했고, 이어서 단일 군주가 되었으며, 조지아 동부의 쿠타이시 근교에 있는 겔라티 수도원에서 즉위식을 치렀다. 그녀는 비교적 강력한 왕국을 승계했지만, 고위급 귀족들에 의해 조장된 중앙집권을 흐트려트려 놓으려는 풍조는 가라 앉을 줄을 몰랐다. 타마르의 계승을 반대하던 심상치 않은 자들이 있었다. 그들은 그녀의 부친이 그들을 억압했던 정책에 대해 반기를 들어 올렸지만, 새로운 군주의 취약점, 즉 여성이라는 사실이 그들을 더 부추겼던 것이다. 그녀 전까지만 해도 조지아에서는 여성 군주가 단 한 명도 없었기 때문에, 귀족들의 일부는 타마르 여왕의 적법성에 대해 의문을 품었지만, 반면에 다른 사람들은 그녀의 어린 점을 이용해 그녀의 결점이 오히려 그들의 대자치권을 확고히 해줄 수 있을 것으로 예상했다. 타마르의 영향력 있는 고모인 루수단 여왕과 조지아의 가톨리코스 미차엘 4세 미리아니시제의 열정적인 도움은 조지아 왕국을 승계한 타마르 여왕을 합법화하는데 결정적인 역할을 했다. 그녀는 가톨리코스 미차엘의 도움에 대한 보상으로 그를 대법관에 임명했고, 그리하여 미차엘은 성직과 세속의 공무 체계 양쪽 모두에서 수장의 지위에 오르게 되었다.
타마르는 그녀의 부친인 게오르게 3세가 그에게 도전하던 귀족들을 엄중 처벌하는데 도움을 줬던 그의 부친이 임명했던 사람들 중에서 낮은 신분 태생의 조지아인화 된 킵차크인인 쿠바사스 보안관의 해임을 촉구하기도 했다. 게오르게 3세가 비천한 신분으로의 숙명을 벗어날 수 있게 해준 그의 무명의 시중들 중에 한명은 그 때에 새로운 의회인 카라비를 조직해 의회만 따로 떨어져 심사숙고 하여 정책을 결정했던 그렇게 왕권을 제한하려는 투쟁 중에 있었던 귀족 단체들과 부유한 시민들을 이끌던 재무 담당자 쿠틀루 아슬란이었다. 타마르가 쿠틀루 아슬란을 체포하고 그의 추종자들을 구슬려서 항복하게 함으로 "봉건 입헌 정치"의 시도는 수포로 돌아갔다. 하지만, 상류층 귀족들의 권력을 약화시키려는 타마르의 첫 행보는 완전히 성공을 거두지 못했다. 그녀는 교회 회의를 통하여 가톨리코스 미차엘을 해임시키려 했으나 실패했고, 귀족 의회 다르바지가 국왕 법령의 승인권을 주장했다. 그녀의 첫 번째 남편 마처도 귀족들에 의하여 강요된 루스족 왕자 유리 보골류프스키였다.
왕조의 위엄과 그 시대의 관습에 따라, 귀족들은 군대의 지도자와 결혼하기를 요구했고 왕위의 계승권자를 책봉하기를 바랐다. 귀족들의 선택은 그 무렵 남캅카스의 킵차크인들 중에 피난처에서 살았던 살해당한 블라디미르-수즈달의 안드레이 1세 보골류프스키왕자의 아들인 유리에게로 기울었다. 그 선택은 타마르의 고모인 루수단에 의해 공인 되었으며, 그 왕자는 여왕과 결혼하기 위해서 1185년에 조지아로 보내졌다. 유리는 뛰어난 군인임을 자랑했지만, 까다로운 사람이었고 얼마 못가 그와 타마르 사이에서는 불화가 잦게 되었다. 그 둘의 팽팽한 결혼 관계는 여왕 통치가 우세한 그녀의 권리에 대하여 더더욱 확신하게 된 왕실 내의 쓰라린 파벌 싸움을 반영했다. 타마르에게 행운이 된 전환점은 여왕이 대법관으로도 대체 시켰던 가톨리코스 미차엘의 죽음이었고 대법관의 자리는 그녀의 지지자인 안톤 글로니스타비스제로 교체되었다. 타마르는 점진적으로 자신의 권력 기반을 넓혀갔고 그녀에게 충성하는 귀족들을 왕실의 고위 직책으로 승진시켰다. 그 때 승진한 귀족들 중 가장 두드려 졌던 가문으로는 아르메니아인화 된 쿠르드인 가문인 므크하르그르드젤리라고도 알려진 자차리아드 가문이다.

## 두 번째 결혼

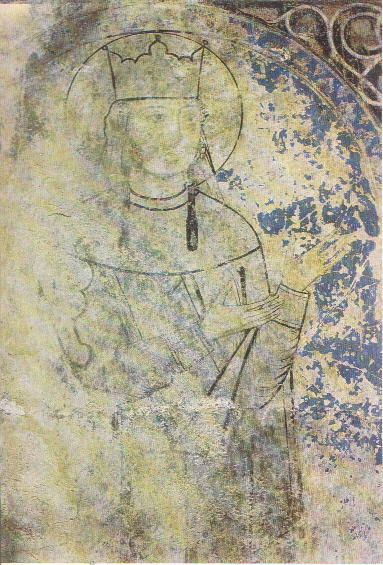
타마르 여왕을 묘사한 킨츠비시 수도원에 있는 13세기 벽화

1187년, 타마르는 허구헌날 술에 쩔어 사는 알코올중독과 변태 성행위로 고발당해 콘스탄티노플로 떠난 유리와의 이혼 승인을 위해 귀족 회의를 설득했다. 타마르의 권력 성장이 억제되기를 너무나도 바랐던 몇몇 귀족들의 원조로, 유리가 두 번의 쿠테타를 일으키도록 했지만, 실패했고 1191년 이후에는 그들의 정체를 알 수 없게 되었다. 두 번째 남편은 여왕이 스스로 선택했다. 그는 알란 왕자 다비트 소슬란이었다. 18세기의 조지아의 학자 바쿠시티는 그를 11세기 초반의 조지아 왕 게오르게 1세의 후손이라고 기술했다. 유능한 군사 지휘관인 다비트는 타마르의 주요 지지자가 되었고 유리의 그늘에서 모략을 일삼던 반란 귀족들을 무찌르는데 도움이 되었다.
타마르와 다비트는 두 명의 자녀를 낳았다. 1191년에 여왕은 아들 게오르게(훗날 게오르게 4세 (라샤))의 출생 소식을 왕국에 널리 알리고 축하 행사를 열었다. 딸 루수단은 1193년에 태어났고 훗날에 그녀의 오빠를 계승해 조지아의 군주가 되었다.
예술 작품 뿐만아니라, 헌장, 동전에서도 등장하는 국서(國婿)인 다비트의 지위는 왕의 위엄은 남성적인 성격도 띄어야 한다는 필요에 의해 영향을 받은 것이었고, 그는 타마르와 왕위를 공유하고 타마르에게서 얻은 권력만 지니는 보다 하급의 통치자에 머물러 있었다. 타마르는 계속 "왕중 왕"(메페타 메페)라고 불리었다. 조지아에서, 문법상 성별이 없는 용어인 메페("왕")는 남성적이라는 뜻을 내포하고 있지 않으며 "주권자"라고 번역될 수 있다. 그리고, 메페는 왕비 혹은 왕의 모친이나 왕보다 연장자인 왕의 여성 친인척에게 적용되는 용어인 데포팔리("여왕")의 뜻도 가지고 있다. 타마르는 조지아 연대기와 다소의 헌장에서 때때로 데포팔리라고 기록되어 있다. 그러므로, 타마르에의 메페라는 칭호는 여성들 가운데서 그녀의 고유한 지위를 상징하기 위해 기술되었을 수도 있다.

## 외교 정책과 군사 작전

### 무슬림 주변국들

1213년 조지아와 주변국들

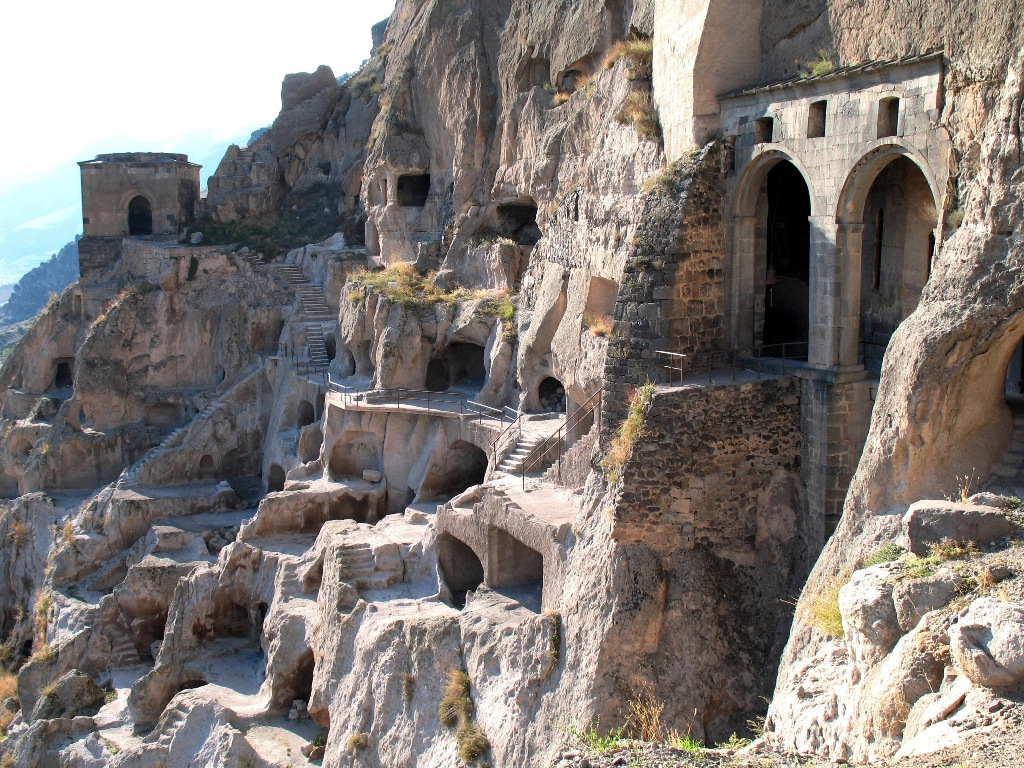
바르지아의 폐허가 된 동굴마을

일찍이 타마르는 그녀의 왕권을 강화했으며 다비트 소슬란, 므크하르그르드젤리, 다른 귀족 가문들의 든든한 지원을 받았고, 그녀는 그녀의 부친의 팽창주의 외교 정책을 다시금 펼치게 되었다. 아제르바이잔의 아타베그, 시르반샤흐, 아흘타샤흐와 같은 셀주크 제국의 지역 통치 후계자들의 분투와 접목된 조지아에서의 왕조에 대한 반복적인 불화는 타마르의 증조부 다비트 4세 시대와 그녀의 부친 게오르게 3세의 통치 기간 동안에 둔화되었다. 그러나, 조지아인들은 타마르의 통치 하에서, 그녀의 통치 기간에서 제2의 10년 동안 두드러지게 다시 활기를 띄었다.
1190년대 초반에, 조지아 왕실은 경쟁자인 지방 왕자를 도와 시르반을 공납국으로 격하키려는 일데니지드와 시르반샤흐의 작전을 중재하기 시작했다. 일데니지드 아타베그 아부 바크르는 조지아의 전진을 저지하려고 했지만 1195년, 다비트 소슬란의 손아귀에서 샴키르에서의 패배를 맛봤고 그들의 수도는 조지아의 보호 하에 들게 되었다. 1년 후에, 아부바크르가 그의 통치를 재개할 수 있었는데도 불구하고, 향후 조지아가 급습할 때 일데니지드들 만큼은 거의 찾아 볼 수 없었다.
1199년, 타마르의 군대는 두 명의 형제 자카레와 이바네 므크하르그르드젤리가 아르메니아의 지난날의 수도인 아니에서 샤드다디드 왕조를 축출하는 작전에 성공하여 또 다른 중요한 전투에서 승리를 거두었고, 전투를 지휘했던 그 형제에게는 여왕으로부터 봉토를 봉토를 하사받았다. 그 형제는 아니를 기반으로 하여 잇따라 지방 무슬림 통치자들로부터 또다른 요새와 지대를 점령했는데, 1201년에는 브즈니, 1203년에는 드빈을 점령하여 아르메니아의 중심부 영토까지 세력 범위를 넓혔다.
조지아의 성공에 자극받은 셀주크 룸술탄의 룸 술탄 술레이만샤흐 2세는 봉신 에미르들을 소집해서 조지아에 대항하는 공격에 착수했지만, 1203년 또는 1204년에 바시안 전투에서 다비트 소슬란이 이끄는 군대에게 기습당해 패배했다. 타마르의 연대기 편자는 그 군대가 바시안으로 움직이기 전에 어떻게 바르지아의 암석 도시로 집결했는가와 어떻게 여왕이 교회 전망대에서 대군에게 명령을 하달했는지에 대해서 서술했다.
1206년에 므크하르그르드젤리는 조지아 왕의 편에서 카르스를 점령했지만, 1209년에는 아흘라트 방벽을 넘지는 못했다. 적군은 상대적으로 안전한 새 통치 가문이 들어선 다마스쿠스의 아이유브조의 수유지에 있는 반 호수 지역을 떠나 아르메니아 영토에서 진을 치고 전투를 벌였던 것이었다. 조지아 연보와 아르메니아 연보에 따르면 1209년에 므크하르그르드젤리 형제는 아르다빌을 초토화 시켰다고 한다. 즉, 그 형제는 지방 무슬림 통치자의 아니를 공격한 사실과 도시의 그리스도인들을 대학살한 만행에 대해 보복을 했던 것이다. 최후의 대출격으로, 형제는 그들의 행군에서 타마르의 소유지들과 봉신 영토들 도처에 있는 군사령관들을 이끌며 나흐체반과 줄파를 지나 이란 북부의 마란드, 타브리즈와 콰즈빈으로 진격하며 그들의 가는 길의 수 많은 정착지들에서 전리품들을 획득했다.

### 트레비존드와 중동

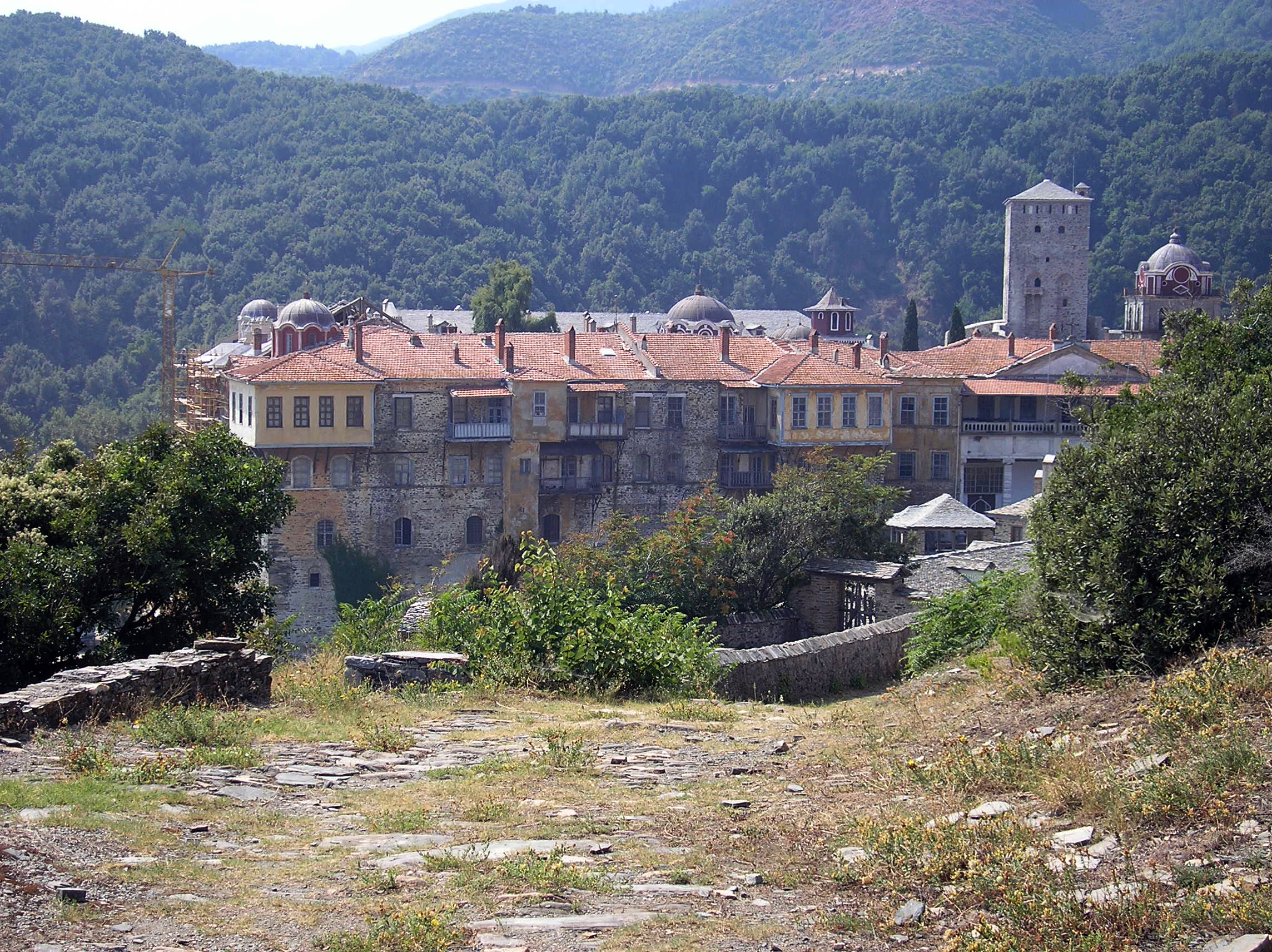
아토스산에 있는 이비론 수도원, 조지아 왕권의 혜택을 받은 그리스도교 문화의 주요한 중심지

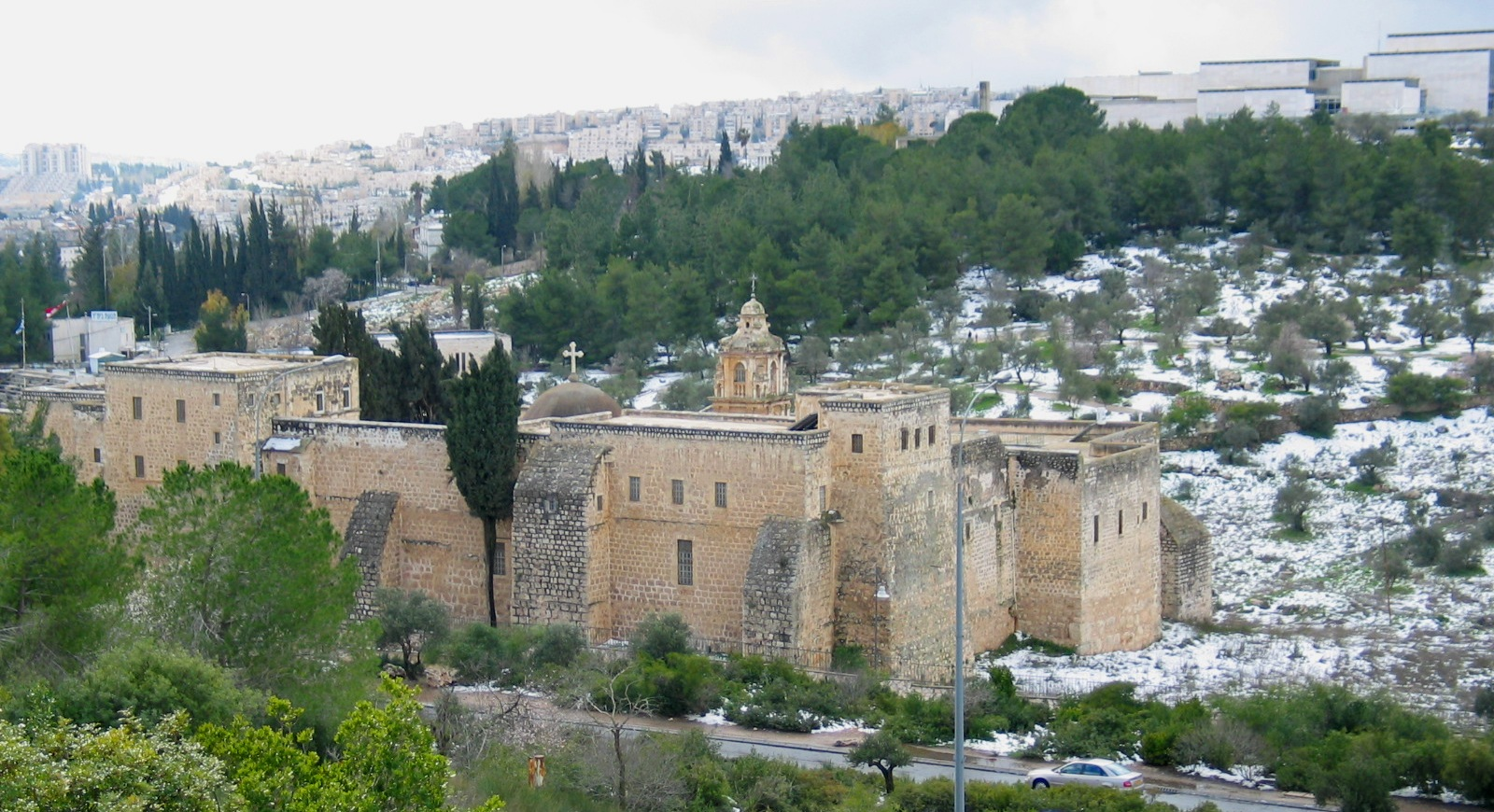
예루살렘에 있는 십자가의 수도원, 과거에 조지아의 수사들이 거주했으며 타마르 여왕의 후원을 받았다.

타마르의 통치 기간 중에 주목할 만한 사건은 1204년에 흑해에서 트레비존드 제국의 건국이이었다. 그 왕국은 알렉시오스 콤네누스와 그의 동생 다비트가 조지아 대군의 원조를 받아 해체된 비잔티움 제국 북동부의 폰티크에 설립한 나라였다. 알렉시오스와 다비트는 타마르의 친척으로 조지아 왕실에서 추대된 일시적인 비잔티움 왕자들이었다. 타마르의 공식 역사가에 따르면, 조지아의 트레비존드 원정의 목적은 비잔티움의 황제 알렉시우스 4세 안겔루스가 조지아의 여왕이 안티오크와 아토스산에 보낼 봉헌금 선적을 강탈한 것에 대한 처벌이었다. 그러나, 타마르의 폰티크 원정은 콘스탄티노플에 대항하는 서유럽의 제4차 십자군 전쟁을 기회로 활용해 조지아의 서남쪽의 바로 인접한 영토에 왕조의 연대에서 소외된 콤네노이에 의해 건국된 우방국을 두려는 그녀의 열정으로 해석될 수 있다.
타마르는 국제 무대에서 조지아의 위치를 확고히 하고 중동의 그리스도교의 보호국이었던 비잔티움 국왕의 전통적인 역할을 수행하기 위해 십자군이 아이유브조 술탄 살라딘과 대립하고 비잔티움 제국이 쇠퇴하는 국면을 이용한 듯 하다. 조지아의 그리스토교 선교사들은 남캅카스에서 활동했고 국외의 자국인 수도원 공동체들은 지중해 동부 전역에 산재해 있었다. 타마르의 공식 연대기에서는 이집트에서 불가리아와 키프로스까지의 그녀의 그리스도교에 대한 전체적인 보호, 그리고 교회들과 수도원들에 대한 후원 활동을 찬양한다.
조지아 왕실은 먼저 성지에 있는 조지아의 수도원 중심지들의 보호에 대해 관심을 기울렸다. 12세기 경에는, 여덟 수도원들이 제루살렘에 있었다. 살라딘의 전기 작가 바하 아드-딘 이븐 샤드다드의 보고에 따르면, 1187년에 아이유브조가 예루살렘을 정복한 후에, 타마르가 술탄에게 외교 사절을 보내 예루살렘에 있는 그들이 몰수한 조지아의 수도원들의 소유지들을 반환할 것을 요구했다. 살라딘의 대꾸는 없었지만, 여왕으의 노력은 성공을 거두어 갔다. 타마르가 죽은 후에 단기간의 아크레의 주교로 있는 자쿠에스 데 비트리는 예루살렘에서의 조지아의 존재에 대하여 더 나은 근거를 제시했다. 그는 다른 그리스도교 순례자들과는 대조되게 조지아인들은 그들의 깃발을 휘날리며 도시로의 자유로운 왕래가 허용되었었다고 기술했다. 더군다나 이븐 사드다드는 하틴 전투에서 약탈한 유물을 가지고 있던 살라딘에게 타마르가 금괴 20만 쪽을 헌납할 만큼 성십자가의 유물을 획득하려는 그녀의 노력이 비잔티움 황제를 능가했다고 주장했다고 했다. 그러나, 그의 노력은 허사로 돌아갔다.

## 황금 시대

### 봉건 군주

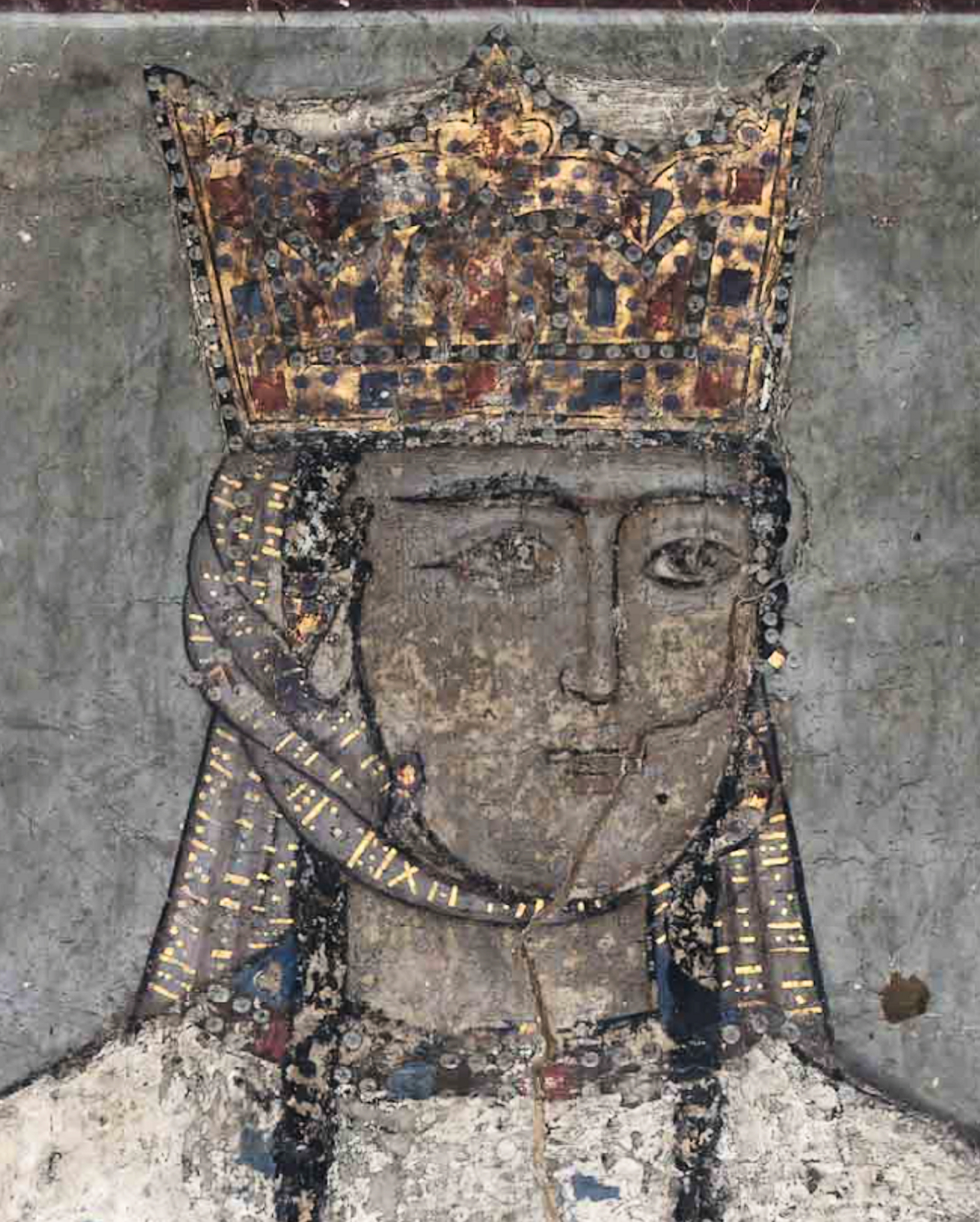
타마르 여왕, 베타니아에 있던 13세기 초반의 프레스코화 조각

타마르 시대의 정치와 문화적 위업들은 그녀 이전의 조지아 역사에서는 선례가 없었기는 하지만, 그럼에도 불구하고 그녀의 업적들은 깊고 복합적인 과거의 역사와 선대가 그 뿌리를 이뤘다. 타마르가 성취한 업적들은 대부분 그녀의 증조부 다비트 4세(즉위. 1089~1125)의 개혁과 가장 직접적인 연관이 있고, 좀 더 간접적으로는 11세기의 처음 10년 동안에 조지아의 여러 왕국들과 공국들의 정치적인 통합을 계획하고 실행했던 다비트 3세와 바그라트 3세의 단합된 노력이 기반이 되었다. 중세 시대, 그녀의 통치 기간에서 마지막 해 쯤에, 조지아 왕국의 국력과 명성은 절정에 달했다. 타마르의 왕국 영역은 북부와 중앙 아르메니아에서의 충성스러운 자차리아드 관리 체제와 봉신인 시르반과 동맹인 트레비존드를 형성하므로, 북쪽의 대캅카스 산마루에서부터 남쪽의 에르주룸까지 그리고 북서쪽의 지기에서 동남쪽의 간자까지 확장되었던 판-팝카스 제국을 이뤘다. 동시대의 조지아 역사가는 타마르를 "폰투스의 바다(흑해)에서부터 고르간의 바다(카스피해)까지, 스페리부터 데르벤드까지 그리고 카자리아와 스키타이아의 이쪽에서 저쪽까지"의 모든 영토의 주인이라며 격찬했다.
국왕의 칭호는 상대적으로 강화되었다. 그 칭호는 조지아 왕국 영역의 전통적인 구획들을 좌지우지했을 뿐만 아니라, 이웃한 영토들에서도 조지아의 제왕 패권을 강조하는 새로운 성분을 포함했다. 따라서, 주화들과 헌장들은 그녀의 이름으로 발행되었으며, 타마르는 "하느님의 뜻에 의하여, 압하지아, 카르트벨리아, 아르란, 카케티, 아르메니아인들의 왕들 중에 왕이이며 여왕들 중에 여왕이시고, 시르반샤흐와 샤한샤흐이시며, 모든 동방과 서방의 전제 군주이시고, 세계와 신앙의 영광이시며, 메시아의 투사이신 분"으로 확인된다.

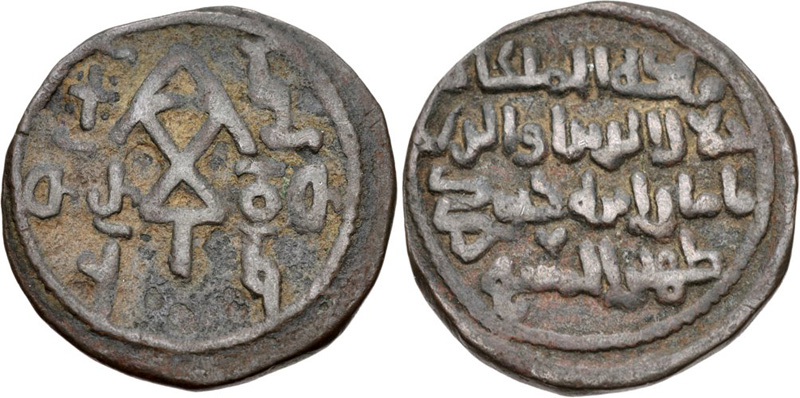
타마르의 모노그램이 특징인 조지아어와 아랍어가 새겨진 구리 동전 (1200년)

그 여왕은 단 한번도 독재 권력을 휘두른 적이 없으며 귀족 의회는 계속 기능했다. 그러나 타마르 자신의 명성은 그리고 조지아의 봉건 제도 번역서인 파트론크모바의 확장본에서는 그녀는 해체된 왕국에서 온 더 강력한 왕조의 왕자들을 유지시켰다고 한다. 그때는 조지아 봉건주의 역사에서 고전시대였다. 그들에게 이전에 대부분 알려지지 않은 지역들에의 봉건제도 시행 이식 시도는 반대없인 통과되지 않았다. 그러므로, 1212년에 조지아의 북동 국경의 프코비와 디도의 산악 지방 사람들 사이에서 반란이 일어났고, 이바네 므크하르그르드젤리가 이끄는 군대와의 3달 간의 격렬한 전투 후에 진압되었다.
그 당시 조지아의 통제 하에 번영하는 상업 중심지와 함께, 수공업과 상업은 나라와 왕실에 새로운 부를 가져왔다. 이웃국들에서 가져오는 공물들과 전리품들은 황실 국고에 추가되었고 조지아 사람들은 "농부는 귀족 같고, 귀족은 왕자 같으며 왕자는 왕과 같다."라는 말이 생겨났다.

### 문화

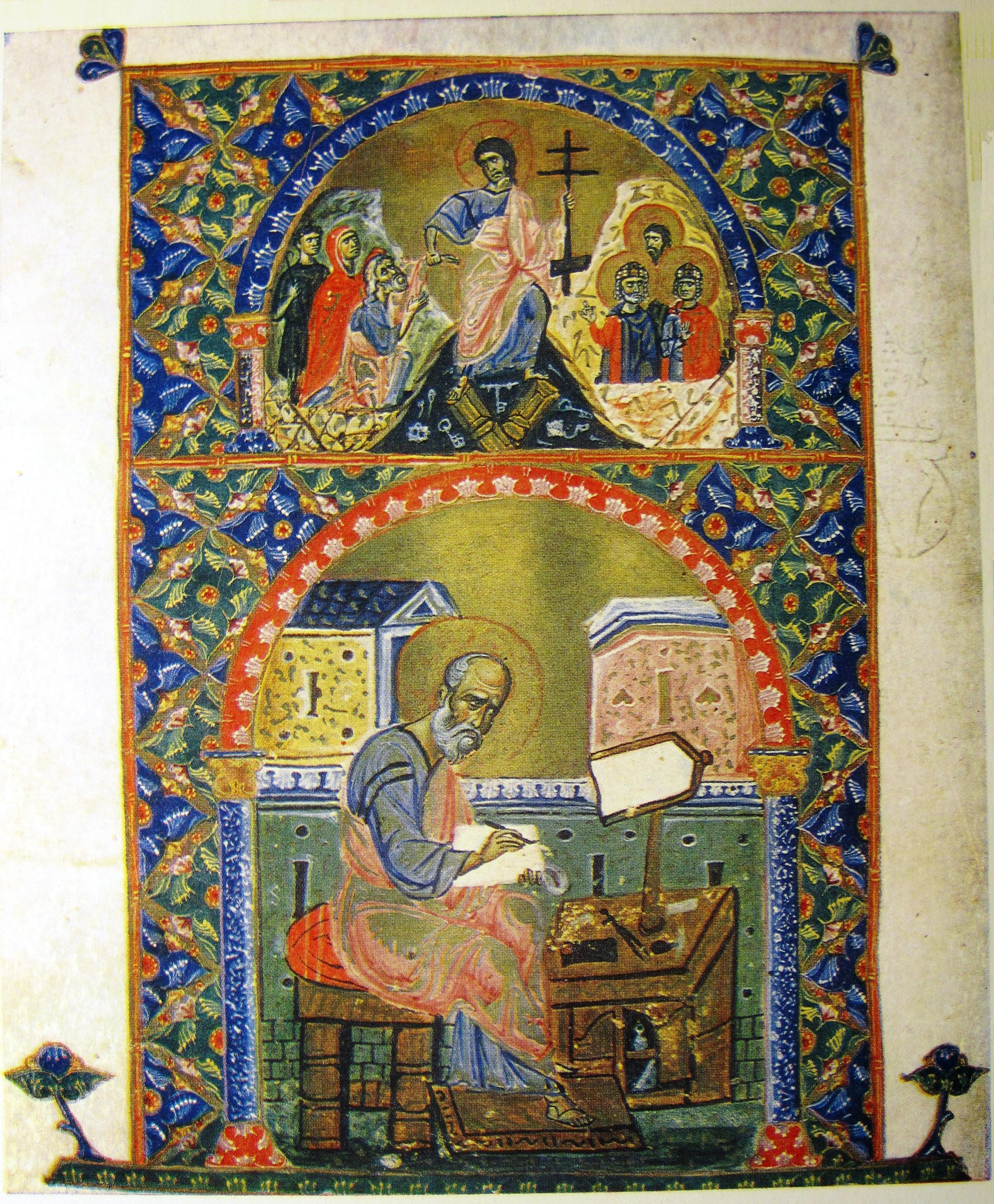
타마르 여왕의 지령으로 복사된 바니 복음서 원고에 있는 폴리오.

그러한 번영은 비잔티움 서부와 이란의 동부 양쪽 모두다 친근하게 느껴지는 기독교와 세속이 혼합된 조지아의 독특한 문화의 분출을 이루었다. 조지아의 군주권은 그리스도교에 의해 강화되었으며 그 지위는 하느님께서 내리셨다고 여겨졌다. 그 시대에 조지아 정교회 건축은 재설계되었으며 연속적으로 대규모의 도형 대성당이 건설되었다. 비잔티움에서 전래된 황권에 대한 표현은 비길데 없는 자신의 통치권을 지니는 여성 통치자로의 타마르의 위치를 더욱 강화시키는 다양한 방식으로 개선되었다. 현존하는 다섯 기념 교회의 타마르 여왕을 표현한 초상화들은 명백하게 비잔티움의 심상으로 그려졌을 뿐만아니라, 이란의 이상적인 아름다운 여성상에도 가까운 모습이 조지아의 화법으로 특히 강조되었다. 중동과 조지아의 친밀한 관계는 조지아어와 아랍어가 녹아있는 동시대의 전설이 표현된 조지아 주조 화폐에서도 강조되었다. 1200년 경에 주조된 일련의 동전들의 비잔틴식의 앞면에는 지방마다 상이하게 묘사된 타마르의 이름이 새겨져 있으며 뒷면에는 타마르를 "메시아의 투사"로 찬양한 아랍어 명각이 새겨져 있다.
동시대의 조지아 연대기에 따르면 그리스도교의 덕행과 교부 문학은 전성기가 계속되었지만, 후반에 들어서, 이웃국들의 문화들과 의 관계가 가깝게 발전했을 지라도, 초기에 우세했던 매우 독창적인 세속 문학의 지위는 쇠퇴해 갔다. 그 경향은 기사도의 이상을 찬양하는 쇼타 루스타벨리의 서사시 표범 가죽을 입은 기사(베프키스트카오사니)에서 절정에 달했고, 그 서사시는 오늘날 조지아에서 가장 훌륭한 토착 문학의 성취였다며 극찬 받는다.

## 죽음과 묘소

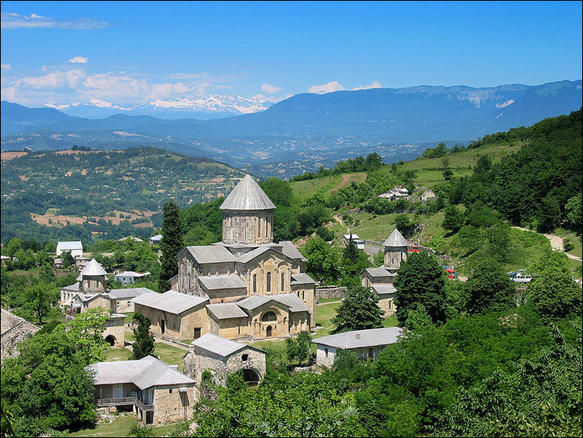
세계문화유산인 겔라티 수도원, 타마르 여왕이 묻혔다고 추정되는 곳이다.

타마르는 그녀의 남편인 다비트 소슬란보다 오래 살다가 "참혹한 질병"에 걸려 죽기 전에 미리 섭정으로 그녀의 아들 게오르게에게 왕위를 물려주고, 트빌리시에서 그리 멀리 떨어져 있지 않는 곳에서 죽었다. 타마르의 역사가는 여왕이 고리 도시 근교의 나차르메게비 궁전에서 그녀의 비지에르와 왕국의 공무에 대해서 토론하던 중에 갑자기 병으로 쓰러졌다고 전했다. 그녀는 트빌리시로 이송되었고 그리고 나서 아그라니 궁전으로 이송되었고 목숨을 거두었고, 모두들 그녀의 죽음을 애도했다. 그녀의 시신은 므츠헤타에 있는 대성당으로 그 다음에는 조지아 왕가의 묘지터가 있는 갈레티 수도원으로 이전되었다. 학자들 사이에서는 타마르의 사망 년도가 1213년이라는 견해가 우세하다. 그렇지만, 소수의 명확치 않은 자료들에서는 그녀가 보다 이른 1207년 또는 1210년에 죽었을지도 모른다고 한다.
타마르가 죽은 이후에, 그녀가 묘소에 대한 수 많은 전설들이 쏟아져 나왔다. 그들 가운데 하나는 타바르가 갈레티의 비밀 니체에 묻혔는데, 그 이유는 성스러운 무덤을 더럽히려는 그녀의 적들로부터 묘혈을 보호하기 위해서라고 한다. 또 다른 설로는 타마라의 시신과 유물들이 어쩌면 멀리 떨어진 성지에 있는 어느 곳으로 이장되었다는 이야기도 있다. 13세기로 거슬러 올라가서 프랑스의 기사 구일라우에 데 보리스가 팔레스타인에서 작성해서 브장송 주교에게 보낸 편지에서 그가 듣기를 조지아의 왕이 어마어마한 대군을 거느리고 예루살렘으로 향하고 있으며 이미 사라센의 많은 도시들을 정복했다고 주장했다. 보고에 따르면, 그는 모친인 일생 동안 성지 순례를 할 수 없었던 "강력한 여왕 타마르"(레기나 포텐티스시마 타마르)의 시신을 이송하고 있었고, 유증된 그녀의 시신은 성묘 근처에 묻혔다고 했다.
20세기에, 타마르의 묘소에 대한 탐구는 널리 대중들의 관심사가 됐을 뿐만아니라, 학자들의 연구 소재가 되었다. 조지아의 작가 그리골 로바키제는 타마르에 대한 1918년에 발간한 에세이에서 "여태까지, 아무도 타마르의 묘소가 어디있는지 몰랐다. 그녀는 모든 사람들에게도 있고 모든 사람들에게도 없다. 그녀의 묘소는 조지아인들의 마음 속에 있다. 조지아인의 인식 속에 있는 한, 그 곳은 무덤이 아니며 활짝 펴서 시들지 않은 꽃인 타마르 대왕을 품고 있는 아름다운 꽂병이다."라고 하였다. 정교회 아카데미의 견해로는 타마르의 묘소가 여전히 겔라티에 있다고 보는데도 불구하고, 1920년에 에크브티메 타카이슈빌리와 함께 시작된 일련의 고고학적인 연구에서도 수도원에서 그 묘소의 위치를 찾는데 실패했다.

## 유산과 대중 문화

### 중세

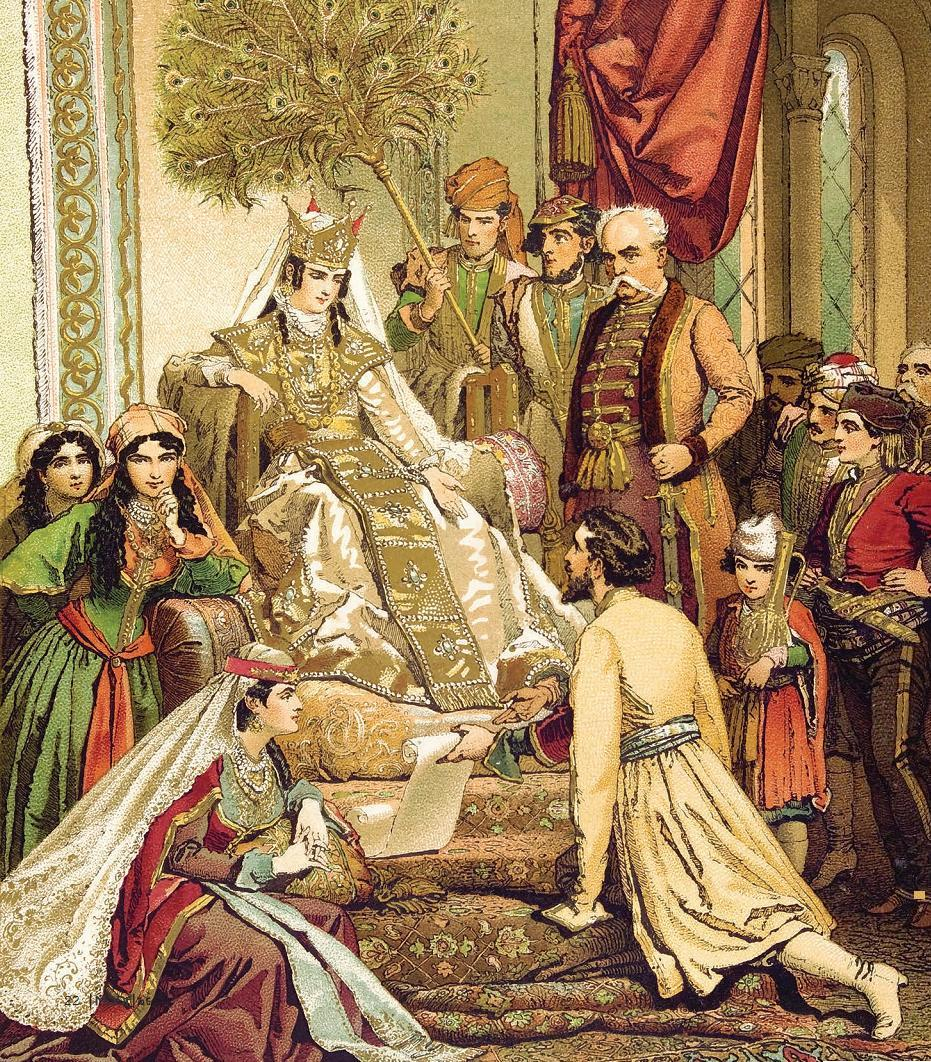
쇼타 루트타벨리가 타마르 여왕에게 그의 시를 낭송하고 있다. 헝가리인 예술가 미할리 지치의 그림 (1880년대)

여러 세기 동안, 타마르 여왕은 조지아 역사의 판테온에서 압도적인 양상을 띄었다. 그러나, "황금 시대"였던 그녀의 통치 기간의 그녀에 대한 건축은 그녀의 통치 시대에 이미 시작되었으며 타마르는 그 시대의 중심이 되었다. 쇼타 루스타벨리를 포함한 중세 조지아의 많은 시인들은 타마르가 그들의 작품들에 영감을 주었다고 했다. 루스타벨리가 여왕에 대한 사랑으로 인생을 허비했으며 그의 마지막 날은 수도원에서 끝마쳤다는 전설이 있다. 루스타벨리의 시에서 연출되는 노련한 왕인 로스테반이 그의 딸 티나틴을 왕위에 앉히게 되는 드라마틱한 장면들은 게오르게 3과 섭정왕 타마르에 비유한 장면이다.
여왕은 차크루카제의 타마리아니와 요아네 샤브텔리의 아불-메시아와 같은 동시대의 다양한 송덕문의 주제가 되었다. 그녀는 그녀의 통치에 초점을 맞춘 연대기의 주목할 만한 두 기록서에서 찬사의 주인공이다. 타마르의 생애, 여왕들 중에 여왕 그리고 군주의 역사와 찬양은 조지아 문학에서 타마르를 축성하는 기본적인 문헌들이 되었다. 연대기 편자는 그녀를 "과부들의 수호자", "세 배의 은총"이라고 격찬하며 타마르의 미덕으로 여성의 아름다움, 겸손, 자비심 어린 사랑, 성실, 정결을 특히 강조했다. 타마르는 한참 지나서야 조지아 정교회에 의해 성인으로 시성되었는데도 불구하고, 바니 복음서의 필사본의 부속된 그리스어-조지아어의 2개국어 간기에서의 그녀는 성인으로의 삶에서도 그 이름이 등장한다.
타마르의 이상화는 그의 바로 다음 후계자 통치 하에서 벌어진 사건들에 의해 더욱 강화되었다. 타마르가 죽고 20년 동안에, 콰레즘과 몽골의 침입은 조지아의 우세한 상태가 갑작스럽게 중단되었다. 그 이후의 국가 부흥의 기간은 타마르가 성취한 통치 기간에 비해 턱없이 짧았다. 사람들에게는 이상화된 여왕과 실제의 여왕의 경계가 희미해 졌으며 그들은 타마르를 동경하게 되었다.
사람들의 기억속에, 타마르의 모습은 전설적이고 낭만적인 측면들 만이 남았다. 다양한 민속 노래들과, 시들, 우회들은 그녀를 이상적인 통치자로 그렸으며 이교신의 분명한 특성을 지닌 성스러운 여성으로 묘사했으며, 때로는 기독교의 성인들로 투영되었다. 예를 들어, 옛 오세티야인 전설에서, 타마르 여왕은 창문을 통하여 드리우는 햇살에서 그녀의 아들을 임신했다고 전해진다. 조지아 산악 지방으로부터 전해지는 또 다른 신화에서는, 겨울을 통제하는 날씨의 이교도 신인 피림제와 타마르를 동등하게 나타낸다. 비슷하게, 고지대의 프샤비 군에서는, 타마르의 모습이 치료와 여성의 다산을 상징하는 이교도 여신과 융합되어 있다.
타마르는 가끔씩 그녀의 군대를 동반하고 군사 작전을 계획하는 모습으로 묘사된다. 하지만 그녀는, 직접적으로 전투에 참여하지는 않는다. 여전히 그녀의 통치 기간 동안의 군대의 승리들에 대한 기억은 타마르의 또 다른 인기 있는 이미지이며, 그 모습은 여왕-전사의 모델이 된다. 또한 그 모델은 16세기 러시아 소설에도 전해져 디나라 여왕에서는 허구의 조지아 여왕이 페르시아에 대항해서 싸우는 모습이 등장하며, 그 소설은 인기 있다.

### 현시대

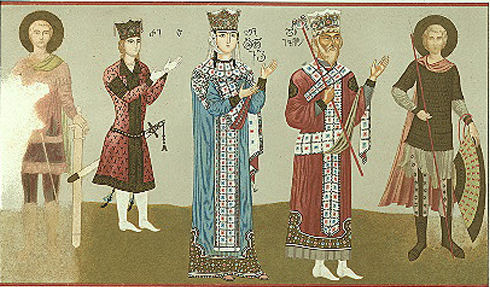
게오르게 4세(좌측), 타마르(중앙), 게오르게 3세(우측), 성인 전사들(양측)을 묘사한 가가린 왕자의 베타니아에 있는 왕실 그림의 복원화. (1847년 작)

많은 현시대 사람들의 타마르 여왕에 대한 인식은 19세기 낭만주의와 그 시대 조지아의 지성인들 사이에서 국가주의의 성장의 영향에 의해 각인된 심상이다. 19세기의 러시아 문학과 서유럽 문학에서, 타마르 여왕의 이미지는 조지아를 인식한 유럽의 동양 개념과 그녀의 지위와 여성으로의 특성을 반영한다. 티롤 작가 자콥 필립프 팔르메라이예르는 타마르를 "캅카스의 세미라미스"로 묘사했다. 에그조티시즘에 매료된 러시아의 시인 미하일 레몬토프는 낭만주의 시 타마라(러시아어: Тамара, 1841년)에서 그는 옛 조지아의 전설을 활용하여 여왕 타마르의 이름을 가진 시렌과 흡사한 산악 지방 공주를 시에 표현했다. 레몬토프가 아무런 역사적인 근거도 없이 조지아의 여왕을 치명적인 요부로 묘사했는데도 불구하고, 그 시는 타마르의 섹시함에 대한 관심과 궁금증을 자아내기에 충분했으며 그러한 묘사는 19세기 유럽의 작가들에 의해 더 두드러지게 되었다. 밀리 말라키레프는 레몬토프의 시를 교향곡으로 편곡했으며 그 음악은 1912년에 레온 박스트이 무대 미술을 담당해 동양 화법이 아낌없이 구사된 발레 루스의 공연으로 유럽의 청중들에게 소개 되었다. 크누트 함순의 1903년 작품 드론닝 타마라("여왕 타마라")는 약간의 성공을 거뒀다. 공연 평론자들은 그 극을 "현시대의 여성이 중세 복장의 옷을 입었다."고 했고 "1890년대의 신여성에 대한 시사 해설"이라고 평가했다.
조지아 문학에서, 타마르는 낭만주의화되었지만, 러시아와 서유럽의 관련과는 판이하게 달랐다. 조지아의 낭만주의자들은 타마르를 묘사하는데 있어서 중세의 전통에 따라 전쟁이 나도 영원히 나라를 지켜 줄 것 같은 온화하고, 숭고한 여성으로 여겼다. 그러한 감성은 타마르와 동시대의 13세기의, 그 이후에 폐허가 됐지만 1840년대에 그리고리 가가린왕자에 의해 모습을 드러내고 복원 된 베타니아 수도원의 벽화의 재발견에 의해 영감이 더해졌다. 그 프레스코화는 그 때에 조지아를 순회하며 무수히 많은 판화의 원본이 되었고 시인 그리골 오르벨리아니가 헌정한 낭만주의 시에 영감이 되었다. 더 나아가 조지아에서의 러시아 통치와 국가 성립에 대한 억제에 반항하던 조지아의 인텔리들은 그들의 문학 작품에서 타마르의 시대와 그들의 동시대 상황을 비교하며 돌이킬 수 없는 잃어버린 과거를 애통해 했다. 그러므로, 오늘날 조지아인들의 마음 속에 타마르는 조지아의 전성기가 의인화되어서 간직되어 있다.

## 족보
아래 내용은 타마르의 증조부부터 손자녀에 이르기까지 타마르와 그녀의 가족의 족보를 요약한 그림이다.
|                                     |                                     |                                     |                                     |                                     |                                     |  |  |  |  | 데메트레 1세 조지아의 왕, 1125~1154년 |                                       |                                       |                                       |                                            |                                            |                                            |                                            |                                            |                                            |  |  |                                   |                                   |                                   |                                   |                                   |                                   |                                          |                                          |                                          |                                          |                                          |                                          |                                                             |                                                             |                                                             |                                                             |                                                             |                                                             |                      |                      |  |  |
|                                     |                                     |                                     |                                     |                                     |                                     |  |  |  |  |                                       |                                       |                                       |                                       |                                            |                                            |                                            |                                            |                                            |                                            |  |  |                                   |                                   |                                   |                                   |                                   |                                   |                                          |                                          |                                          |                                          |                                          |                                          |                                                             |                                                             |                                                             |                                                             |                                                             |                                                             |                      |                      |  |  |
|                                     |                                     |                                     |                                     |                                     |                                     |  |  |  |  |                                       |                                       |                                       |                                       |                                            |                                            |                                            |                                            |                                            |                                            |  |  |                                   |                                   |                                   |                                   |                                   |                                   |                                          |                                          |                                          |                                          |                                          |                                          |                                                             |                                                             |                                                             |                                                             |                                                             |                                                             |                      |                      |  |  |
| 다비트 5세 조지아의 왕, 1154~1155년 | 다비트 5세 조지아의 왕, 1154~1155년 | 다비트 5세 조지아의 왕, 1154~1155년 | 다비트 5세 조지아의 왕, 1154~1155년 | 다비트 5세 조지아의 왕, 1154~1155년 | 다비트 5세 조지아의 왕, 1154~1155년 |  |  |  |  | 게오르게 3세 조지아의 왕, 1155~1184년 | 게오르게 3세 조지아의 왕, 1155~1184년 | 게오르게 3세 조지아의 왕, 1155~1184년 | 게오르게 3세 조지아의 왕, 1155~1184년 | 게오르게 3세 조지아의 왕, 1155~1184년      | 게오르게 3세 조지아의 왕, 1155~1184년      |                                            |                                            |                                            |                                            |  |  | 알라니아의 부르두칸               | 알라니아의 부르두칸               | 알라니아의 부르두칸               | 알라니아의 부르두칸               | 알라니아의 부르두칸               | 알라니아의 부르두칸               |                                          |                                          | 루수단                                   | 루수단                                   | 루수단                                   | 루수단                                   | 루수단                                                      | 루수단                                                      |                                                             |                                                             |                                                             |                                                             |                      |                      |  |  |
| 다비트 5세 조지아의 왕, 1154~1155년 | 다비트 5세 조지아의 왕, 1154~1155년 | 다비트 5세 조지아의 왕, 1154~1155년 | 다비트 5세 조지아의 왕, 1154~1155년 | 다비트 5세 조지아의 왕, 1154~1155년 | 다비트 5세 조지아의 왕, 1154~1155년 |  |  |  |  | 게오르게 3세 조지아의 왕, 1155~1184년 | 게오르게 3세 조지아의 왕, 1155~1184년 | 게오르게 3세 조지아의 왕, 1155~1184년 | 게오르게 3세 조지아의 왕, 1155~1184년 | 게오르게 3세 조지아의 왕, 1155~1184년      | 게오르게 3세 조지아의 왕, 1155~1184년      |                                            |                                            |                                            |                                            |  |  | 알라니아의 부르두칸               | 알라니아의 부르두칸               | 알라니아의 부르두칸               | 알라니아의 부르두칸               | 알라니아의 부르두칸               | 알라니아의 부르두칸               |                                          |                                          | 루수단                                   | 루수단                                   | 루수단                                   | 루수단                                   | 루수단                                                      | 루수단                                                      |                                                             |                                                             |                                                             |                                                             |                      |                      |  |  |
|                                     |                                     |                                     |                                     |                                     |                                     |  |  |  |  |                                       |                                       |                                       |                                       |                                            |                                            |                                            |                                            |                                            |                                            |  |  |                                   |                                   |                                   |                                   |                                   |                                   |                                          |                                          |                                          |                                          |                                          |                                          |                                                             |                                                             |                                                             |                                                             |                                                             |                                                             |                      |                      |  |  |
|                                     |                                     |                                     |                                     |                                     |                                     |  |  |  |  |                                       |                                       |                                       |                                       |                                            |                                            |                                            |                                            |                                            |                                            |  |  |                                   |                                   |                                   |                                   |                                   |                                   |                                          |                                          |                                          |                                          |                                          |                                          |                                                             |                                                             |                                                             |                                                             |                                                             |                                                             |                      |                      |  |  |
| 뎀나                                | 뎀나                                | 뎀나                                | 뎀나                                | 뎀나                                | 뎀나                                |  |  |  |  |                                       |                                       |                                       |                                       | 타마르 조지아의 여왕, 1184~1213            | 타마르 조지아의 여왕, 1184~1213            | 타마르 조지아의 여왕, 1184~1213            | 타마르 조지아의 여왕, 1184~1213            | 타마르 조지아의 여왕, 1184~1213            | 타마르 조지아의 여왕, 1184~1213            |  |  |                                   |                                   | 1. 유리 보골류프스키              | 1. 유리 보골류프스키              | 1. 유리 보골류프스키              | 1. 유리 보골류프스키              | 1. 유리 보골류프스키                     | 1. 유리 보골류프스키                     |                                          |                                          |                                          |                                          | ?루수단 비잔티움의 마누엘 콤네노스의 부인 트레비존드의 여제 | ?루수단 비잔티움의 마누엘 콤네노스의 부인 트레비존드의 여제 | ?루수단 비잔티움의 마누엘 콤네노스의 부인 트레비존드의 여제 | ?루수단 비잔티움의 마누엘 콤네노스의 부인 트레비존드의 여제 | ?루수단 비잔티움의 마누엘 콤네노스의 부인 트레비존드의 여제 | ?루수단 비잔티움의 마누엘 콤네노스의 부인 트레비존드의 여제 |                      |                      |  |  |
| 뎀나                                | 뎀나                                | 뎀나                                | 뎀나                                | 뎀나                                | 뎀나                                |  |  |  |  |                                       |                                       |                                       |                                       | 타마르 조지아의 여왕, 1184~1213            | 타마르 조지아의 여왕, 1184~1213            | 타마르 조지아의 여왕, 1184~1213            | 타마르 조지아의 여왕, 1184~1213            | 타마르 조지아의 여왕, 1184~1213            | 타마르 조지아의 여왕, 1184~1213            |  |  |                                   |                                   | 1. 유리 보골류프스키              | 1. 유리 보골류프스키              | 1. 유리 보골류프스키              | 1. 유리 보골류프스키              | 1. 유리 보골류프스키                     | 1. 유리 보골류프스키                     |                                          |                                          |                                          |                                          | ?루수단 비잔티움의 마누엘 콤네노스의 부인 트레비존드의 여제 | ?루수단 비잔티움의 마누엘 콤네노스의 부인 트레비존드의 여제 | ?루수단 비잔티움의 마누엘 콤네노스의 부인 트레비존드의 여제 | ?루수단 비잔티움의 마누엘 콤네노스의 부인 트레비존드의 여제 | ?루수단 비잔티움의 마누엘 콤네노스의 부인 트레비존드의 여제 | ?루수단 비잔티움의 마누엘 콤네노스의 부인 트레비존드의 여제 |                      |                      |  |  |
|                                     |                                     |                                     |                                     |                                     |                                     |  |  |  |  |                                       |                                       |                                       |                                       |                                            |                                            |                                            |                                            |                                            |                                            |  |  |                                   |                                   |                                   |                                   |                                   |                                   |                                          |                                          |                                          |                                          |                                          |                                          |                                                             |                                                             |                                                             |                                                             |                                                             |                                                             |                      |                      |  |  |
|                                     |                                     |                                     |                                     |                                     |                                     |  |  |  |  |                                       |                                       |                                       |                                       |                                            |                                            |                                            |                                            |                                            |                                            |  |  |                                   |                                   | 2. 다비트 소슬란                  |                                   |                                   |                                   |                                          |                                          |                                          |                                          |                                          |                                          |                                                             |                                                             |                                                             |                                                             |                                                             |                                                             |                      |                      |  |  |
|                                     |                                     |                                     |                                     |                                     |                                     |  |  |  |  |                                       |                                       |                                       |                                       |                                            |                                            |                                            |                                            |                                            |                                            |  |  |                                   |                                   |                                   |                                   |                                   |                                   |                                          |                                          |                                          |                                          |                                          |                                          |                                                             |                                                             |                                                             |                                                             |                                                             |                                                             |                      |                      |  |  |
|                                     |                                     |                                     |                                     |                                     |                                     |  |  |  |  |                                       |                                       |                                       |                                       |                                            |                                            |                                            |                                            |                                            |                                            |  |  |                                   |                                   |                                   |                                   |                                   |                                   |                                          |                                          |                                          |                                          |                                          |                                          |                                                             |                                                             |                                                             |                                                             |                                                             |                                                             |                      |                      |  |  |
|                                     |                                     |                                     |                                     |                                     |                                     |  |  |  |  |                                       |                                       |                                       |                                       |                                            |                                            |                                            |                                            |                                            |                                            |  |  |                                   |                                   |                                   |                                   |                                   |                                   |                                          |                                          |                                          |                                          |                                          |                                          |                                                             |                                                             |                                                             |                                                             |                                                             |                                                             |                      |                      |  |  |
|                                     |                                     |                                     |                                     |                                     |                                     |  |  |  |  |                                       |                                       |                                       |                                       | 게오르게 4세 라샤 조지아의 왕, 1213~1223년 | 게오르게 4세 라샤 조지아의 왕, 1213~1223년 | 게오르게 4세 라샤 조지아의 왕, 1213~1223년 | 게오르게 4세 라샤 조지아의 왕, 1213~1223년 | 게오르게 4세 라샤 조지아의 왕, 1213~1223년 | 게오르게 4세 라샤 조지아의 왕, 1213~1223년 |  |  | 루수단 조지아의 여왕, 1223~1245년 | 루수단 조지아의 여왕, 1223~1245년 | 루수단 조지아의 여왕, 1223~1245년 | 루수단 조지아의 여왕, 1223~1245년 | 루수단 조지아의 여왕, 1223~1245년 | 루수단 조지아의 여왕, 1223~1245년 |                                          |                                          |                                          |                                          |                                          |                                          | 에르진칸의 무기스 우드-딘 투르칸 샤흐                       | 에르진칸의 무기스 우드-딘 투르칸 샤흐                       | 에르진칸의 무기스 우드-딘 투르칸 샤흐                       | 에르진칸의 무기스 우드-딘 투르칸 샤흐                       | 에르진칸의 무기스 우드-딘 투르칸 샤흐                       | 에르진칸의 무기스 우드-딘 투르칸 샤흐                       |                      |                      |  |  |
|                                     |                                     |                                     |                                     |                                     |                                     |  |  |  |  |                                       |                                       |                                       |                                       | 게오르게 4세 라샤 조지아의 왕, 1213~1223년 | 게오르게 4세 라샤 조지아의 왕, 1213~1223년 | 게오르게 4세 라샤 조지아의 왕, 1213~1223년 | 게오르게 4세 라샤 조지아의 왕, 1213~1223년 | 게오르게 4세 라샤 조지아의 왕, 1213~1223년 | 게오르게 4세 라샤 조지아의 왕, 1213~1223년 |  |  | 루수단 조지아의 여왕, 1223~1245년 | 루수단 조지아의 여왕, 1223~1245년 | 루수단 조지아의 여왕, 1223~1245년 | 루수단 조지아의 여왕, 1223~1245년 | 루수단 조지아의 여왕, 1223~1245년 | 루수단 조지아의 여왕, 1223~1245년 |                                          |                                          |                                          |                                          |                                          |                                          | 에르진칸의 무기스 우드-딘 투르칸 샤흐                       | 에르진칸의 무기스 우드-딘 투르칸 샤흐                       | 에르진칸의 무기스 우드-딘 투르칸 샤흐                       | 에르진칸의 무기스 우드-딘 투르칸 샤흐                       | 에르진칸의 무기스 우드-딘 투르칸 샤흐                       | 에르진칸의 무기스 우드-딘 투르칸 샤흐                       |                      |                      |  |  |
|                                     |                                     |                                     |                                     |                                     |                                     |  |  |  |  |                                       |                                       |                                       |                                       |                                            |                                            |                                            |                                            |                                            |                                            |  |  |                                   |                                   |                                   |                                   |                                   |                                   |                                          |                                          |                                          |                                          |                                          |                                          |                                                             |                                                             |                                                             |                                                             |                                                             |                                                             |                      |                      |  |  |
|                                     |                                     |                                     |                                     |                                     |                                     |  |  |  |  |                                       |                                       |                                       |                                       |                                            |                                            |                                            |                                            |                                            |                                            |  |  |                                   |                                   |                                   |                                   |                                   |                                   |                                          |                                          |                                          |                                          |                                          |                                          |                                                             |                                                             |                                                             |                                                             |                                                             |                                                             |                      |                      |  |  |
|                                     |                                     |                                     |                                     |                                     |                                     |  |  |  |  |                                       |                                       |                                       |                                       | 다비트 7세 울루 조지아의 왕, 1247~1270년   | 다비트 7세 울루 조지아의 왕, 1247~1270년   | 다비트 7세 울루 조지아의 왕, 1247~1270년   | 다비트 7세 울루 조지아의 왕, 1247~1270년   | 다비트 7세 울루 조지아의 왕, 1247~1270년   | 다비트 7세 울루 조지아의 왕, 1247~1270년   |  |  |                                   |                                   |                                   |                                   |                                   |                                   | 다비트 6세 나린 조지아의 왕, 1245~1293년 | 다비트 6세 나린 조지아의 왕, 1245~1293년 | 다비트 6세 나린 조지아의 왕, 1245~1293년 | 다비트 6세 나린 조지아의 왕, 1245~1293년 | 다비트 6세 나린 조지아의 왕, 1245~1293년 | 다비트 6세 나린 조지아의 왕, 1245~1293년 |                                                             |                                                             | 타마르 (구르쿠 하툰)                                        | 타마르 (구르쿠 하툰)                                        | 타마르 (구르쿠 하툰)                                        | 타마르 (구르쿠 하툰)                                        | 타마르 (구르쿠 하툰) | 타마르 (구르쿠 하툰) |  |  |

### 조상들
| 조지아의 게오르게 2세 | 조지아의 게오르게 2세 | 조지아의 게오르게 2세 | 조지아의 게오르게 2세 | 조지아의 게오르게 2세 | 조지아의 게오르게 2세 |                     |                     | 헬레나                | 헬레나                | 헬레나                | 헬레나                | 헬레나                | 헬레나                |                          |                          | 로레의 크비리케 2세 왕   | 로레의 크비리케 2세 왕   | 로레의 크비리케 2세 왕   | 로레의 크비리케 2세 왕   | 로레의 크비리케 2세 왕 | 로레의 크비리케 2세 왕 |                     |                     |                     |                     |
| 조지아의 게오르게 2세 | 조지아의 게오르게 2세 | 조지아의 게오르게 2세 | 조지아의 게오르게 2세 | 조지아의 게오르게 2세 | 조지아의 게오르게 2세 |                     |                     | 헬레나                | 헬레나                | 헬레나                | 헬레나                | 헬레나                | 헬레나                |                          |                          | 로레의 크비리케 2세 왕   | 로레의 크비리케 2세 왕   | 로레의 크비리케 2세 왕   | 로레의 크비리케 2세 왕   | 로레의 크비리케 2세 왕 | 로레의 크비리케 2세 왕 |                     |                     |                     |                     |
|                       |                       |                       |                       |                       |                       |                     |                     |                       |                       |                       |                       |                       |                       |                          |                          |                          |                          |                          |                          |                        |                        |                     |                     |                     |                     |
|                       |                       |                       |                       |                       |                       | 조지아의 다비트 4세 | 조지아의 다비트 4세 | 조지아의 다비트 4세   | 조지아의 다비트 4세   | 조지아의 다비트 4세   | 조지아의 다비트 4세   |                       |                       | 로레의 루수단 바그라투니 | 로레의 루수단 바그라투니 | 로레의 루수단 바그라투니 | 로레의 루수단 바그라투니 | 로레의 루수단 바그라투니 | 로레의 루수단 바그라투니 |                        |                        |                     |                     |                     |                     |
|                       |                       |                       |                       |                       |                       | 조지아의 다비트 4세 | 조지아의 다비트 4세 | 조지아의 다비트 4세   | 조지아의 다비트 4세   | 조지아의 다비트 4세   | 조지아의 다비트 4세   |                       |                       | 로레의 루수단 바그라투니 | 로레의 루수단 바그라투니 | 로레의 루수단 바그라투니 | 로레의 루수단 바그라투니 | 로레의 루수단 바그라투니 | 로레의 루수단 바그라투니 |                        |                        |                     |                     |                     |                     |
|                       |                       |                       |                       |                       |                       |                     |                     |                       |                       |                       |                       |                       |                       |                          |                          |                          |                          |                          |                          |                        |                        |                     |                     |                     |                     |
|                       |                       |                       |                       |                       |                       |                     |                     | 조지아의 데메트레 1세 | 조지아의 데메트레 1세 | 조지아의 데메트레 1세 | 조지아의 데메트레 1세 | 조지아의 데메트레 1세 | 조지아의 데메트레 1세 |                          |                          | 쿠드단, 알라니아의 왕    | 쿠드단, 알라니아의 왕    | 쿠드단, 알라니아의 왕    | 쿠드단, 알라니아의 왕    | 쿠드단, 알라니아의 왕  | 쿠드단, 알라니아의 왕  |                     |                     |                     |                     |
|                       |                       |                       |                       |                       |                       |                     |                     | 조지아의 데메트레 1세 | 조지아의 데메트레 1세 | 조지아의 데메트레 1세 | 조지아의 데메트레 1세 | 조지아의 데메트레 1세 | 조지아의 데메트레 1세 |                          |                          | 쿠드단, 알라니아의 왕    | 쿠드단, 알라니아의 왕    | 쿠드단, 알라니아의 왕    | 쿠드단, 알라니아의 왕    | 쿠드단, 알라니아의 왕  | 쿠드단, 알라니아의 왕  |                     |                     |                     |                     |
|                       |                       |                       |                       |                       |                       |                     |                     |                       |                       |                       |                       |                       |                       |                          |                          |                          |                          |                          |                          |                        |                        |                     |                     |                     |                     |
|                       |                       |                       |                       |                       |                       |                     |                     |                       |                       |                       |                       | 조지아의 게오르게 3세 | 조지아의 게오르게 3세 | 조지아의 게오르게 3세    | 조지아의 게오르게 3세    | 조지아의 게오르게 3세    | 조지아의 게오르게 3세    |                          |                          | 알라니아의 부루두칸    | 알라니아의 부루두칸    | 알라니아의 부루두칸 | 알라니아의 부루두칸 | 알라니아의 부루두칸 | 알라니아의 부루두칸 |
|                       |                       |                       |                       |                       |                       |                     |                     |                       |                       |                       |                       | 조지아의 게오르게 3세 | 조지아의 게오르게 3세 | 조지아의 게오르게 3세    | 조지아의 게오르게 3세    | 조지아의 게오르게 3세    | 조지아의 게오르게 3세    |                          |                          | 알라니아의 부루두칸    | 알라니아의 부루두칸    | 알라니아의 부루두칸 | 알라니아의 부루두칸 | 알라니아의 부루두칸 | 알라니아의 부루두칸 |
|                       |                       |                       |                       |                       |                       |                     |                     |                       |                       |                       |                       |                       |                       |                          |                          |                          |                          |                          |                          |                        |                        |                     |                     |                     |                     |
|                       |                       |                       |                       |                       |                       |                     |                     |                       |                       |                       |                       |                       |                       | 조지아의 타마르          |                          |                          |                          |                          |                          |                        |                        |                     |                     |                     |                     |

## 참고 문헌

### 영어
- Alemany, Agusti (2000), Sources of the Alans: A Critical Compilation. Brill Publishers. ISBN 90-04-11442-4.
- Ciggaar, Krijnie & Teule, Herman (ed., 1996), East and West in the Crusader States. Peeters Publishers, ISBN 90-429-1287-1.
- Eastmond, Antony (1998), Royal Imagery in Medieval Georgia. Penn State Press, ISBN 0-271-01628-0.
- Humphreys, Stephen R. (1977), From Saladin to the Mongols: The Ayyubids of Damascus, 1193-1260. SUNY Press, ISBN 0-87395-263-4.
- James, Liz (ed., 1997), Women, Men and Eunuchs: Gender in Byzantium. Routledge, ISBN 0-415-14686-0.
- Khazanov, Anatoly M. & Wink, André (2001), Nomads in the Sedentary World. Routledge, ISBN 0-7007-1369-7.
- Lordkipanidze, Mariam (1987), Georgia in the XI-XII Centuries. Tbilisi: Ganatleba.
- Rapp Jr., Stephen H. (1993), "Coinage of T'amar, Sovereign of Georgia in Caucasia", Le Muséon 106/3–4: pp. 309–330.
- Rapp, Stephen H. (2003), Studies In Medieval Georgian Historiography: Early Texts And Eurasian Contexts. Peeters Publishers, ISBN 90-429-1318-5.
- Rayfield, Donald (2000), The Literature of Georgia: A History. Routledge, ISBN 0-7007-1163-5.
- Salia, Kalistrat (1983). History of the Georgian Nation. (trans., Katharine Vivian.) (2nd ed.) Paris: Académie française.
- Suny, Ronald Grigor (1994), The Making of the Georgian Nation. Indiana University Press, ISBN 0-253-20915-3.
- Toumanoff, Cyril (July 1940), "On the Relationship between the Founder of the Empire of Trebizond and the Georgian Queen Thamar", Speculum, Vol. 15, No. 3: pp. 299–312.
- Vasiliev, Alexander (January 1936), "The Foundation of the Empire of Trebizond (1204-1222)", Speculum, Vol. 11, No. 1: pp. 3–37.

### 조지아어
- Javakhishvili, Ivane (1983), ქართველი ერის ისტორია, ტ. 2. (History of the Georgian Nation, vol. 2). Tbilisi: Metsniereba.
- Melikishvili, Giorgi & Anchabadze, Zurab (ed., 1979), საქართველოს ისტორიის ნარკვევები, ტ. 3: საქართველო XI–XV საუკუნეებში (Studies in the History of Georgia, vol. 3: Georgia in the 11th–15th centuries). Tbilisi: Sabchota Sakartvelo.
- Metreveli, Roin (1992), მეფე თამარი ("Queen Tamar"). Tbilisi: Ganatleba, ISBN 5-520-01229-6.

### 러시아어
- Dondua, Varlam & Berdzenishvili, Niko (transl., comment., 1985), Жизнь царицы цариц Тамар (The Life of the Queen of Queens Tamar), English summary. Tbilisi: Metsniereba.
- Vateĭshvili, Dzhuansher Levanovich (2003), Грузия и европейские страны. Очерки истории взаимоотношений, XIII-XIX века. Том 1. Грузия и Западная Европа, XIII-XVII века. Книга 1. ("Georgia and the European countries: studies of interrelationship in the 13th–19th centuries. Volume 1: Georgia and Western Europe, 13th–17th centuries. Book 1."). Nauka, ISBN 5-02-008869-2.